# 飯尾乘連
飯尾乘連（?—1560年），日本戰國時代的武將。今川氏家臣。通稱善四郎、豐前守。父親是飯尾賢連。遠江國曳馬城城主。

## 生平
駿河飯尾氏是渡來人三善氏的後裔，擔任室町幕府的奉行眾。在祖父長連一代，前往駿河國，並仕於駿河國守護今川氏，在父親賢連一代，成為今川氏譜代重臣。兒子為飯尾連龍。
自身亦仕於今川義元，在永正年間，築起今川氏的支城曳馬城（有異説），成為城主，被賜予該地1萬石。永祿3年（1560年），在桶狹間之戰中，受到織田軍猛攻並戰死（一說為成功逃脫）。靜岡縣濱松市東區的東漸寺有供養塔。

## 外部連結
- 武家家伝＿駿河飯尾氏 （页面存档备份，存于）